# Guliston (Tadżykistan)
Guliston (tadż. Гулистон, do 2016 r.: Kajrakkum, tadż. Қайроққум) – miasto w Tadżykistanie, w wilajecie sogdyjskim. Według danych szacunkowych na rok 2000 liczy 10000 mieszkańców.